# World Series 1995
In der World Series 1995 wurde zum 91. Mal der Sieger der Major League Baseball ermittelt. Als Champion der American League standen die Cleveland Indians den Atlanta Braves als Meister der National League gegenüber.

Die Braves schlugen die Indians in sechs Spielen 4:2 und errangen damit ihren ersten Titel seit dem Umzug von Milwaukee nach Atlanta 1966 (nach zwei Finalniederlagen in den Jahren 1991 und 1992). Für das Franchise war es der insgesamt dritte Titel (als Boston Braves 1914 und Milwaukee Braves 1957).
Die Serie startete am 21. Oktober 1995 und endete am 28. Oktober 1995. Als MVP der World Series wurde  der Braves-Pitcher Tom Glavine ausgezeichnet, der bei zwei Starts zwei Wins erzielen konnte.
Der Streik der Spieler im Vorjahr, der u. a. zum Ausfall der World Series führte, zeigte auch noch Auswirkungen auf die Saison 1995. Da viele Spieler noch nicht regelmäßig bei ihren Vereinen trainierten, begann die Saison erst drei Wochen verspätet, so dass nur 144 (statt der üblichen 162) Spiele je Mannschaft absolviert wurden.

## Der Weg in die World Series
|  | League Division Series | League Division Series | League Division Series |    |                   | League Championship Series | League Championship Series | League Championship Series |  |  | World Series | World Series | World Series |
|  |                        |                        |                        |    |                   |                            |                            |                            |  |  |              |              |              |
|  | Ea                     | Boston Red Sox         | 0                      |    |                   |                            |                            |                            |  |  |              |              |              |
|  | Ce                     | Cleveland Indians      | 3                      |    |                   |                            |                            |                            |  |  |              |              |              |
|  | Ce                     | Cleveland Indians      | 3                      | Ce | Cleveland Indians | 4                          |                            |                            |  |  |              |              |              |
|  | American League        |                        |                        | Ce | Cleveland Indians | 4                          |                            |                            |  |  |              |              |              |
|  |                        | We                     | Seattle Mariners       | 2  |                   |                            |                            |                            |  |  |              |              |              |
|  | WC                     | We                     | Seattle Mariners       | 2  | New York Yankees  | 2                          |                            |                            |  |  |              |              |              |
|  | WC                     |                        |                        |    | New York Yankees  | 2                          |                            |                            |  |  |              |              |              |
|  | We                     | Seattle Mariners       | 3                      |    |                   |                            |                            |                            |  |  |              |              |              |
|  |                        |                        |                        | AL | Cleveland Indians | 2                          |                            |                            |  |  |              |              |              |
|  |                        | NL                     | Atlanta Braves         | 4  |                   |                            |                            |                            |  |  |              |              |              |
|  | Ea                     | Atlanta Braves         | 3                      |    |                   |                            |                            |                            |  |  |              |              |              |
|  | WC                     | Colorado Rockies       | 1                      |    |                   |                            |                            |                            |  |  |              |              |              |
|  | WC                     | Colorado Rockies       | 1                      | Ea | Atlanta Braves    | 4                          |                            |                            |  |  |              |              |              |
|  | National League        |                        |                        | Ea | Atlanta Braves    | 4                          |                            |                            |  |  |              |              |              |
|  |                        | Ce                     | Cincinnati Reds        | 0  |                   |                            |                            |                            |  |  |              |              |              |
|  | Ce                     | Ce                     | Cincinnati Reds        | 0  | Cincinnati Reds   | 3                          |                            |                            |  |  |              |              |              |
|  | Ce                     |                        |                        |    | Cincinnati Reds   | 3                          |                            |                            |  |  |              |              |              |
|  | We                     | Los Angeles Dodgers    | 0                      |    |                   |                            |                            |                            |  |  |              |              |              |

Ea=East Division
We=West Division
Ce=Central Division
WC=Wildcard

## Spiele
| Spiel               | Datum            | Gast    | Score | Heim    | Score | Gesamtstand (CLE-ATL) | Ballpark                      | Zuschauer |
| ------------------- | ---------------- | ------- | ----- | ------- | ----- | --------------------- | ----------------------------- | --------- |
| 1                   | 21. Oktober 1995 | Indians | 2     | Braves  | 3     | 0-1                   | Atlanta-Fulton County Stadium | 51.876    |
| 2                   | 22. Oktober 1995 | Indians | 3     | Braves  | 4     | 0-2                   | Atlanta-Fulton County Stadium | 51.877    |
| 3                   | 24. Oktober 1995 | Braves  | 6     | Indians | 7     | 1-2                   | Jacobs Field                  | 43.584    |
| 4                   | 25. Oktober 1995 | Braves  | 5     | Indians | 2     | 1-3                   | Jacobs Field                  | 43.578    |
| 5                   | 26. Oktober 1995 | Braves  | 4     | Indians | 5     | 2-3                   | Jacobs Field                  | 43.595    |
| 6                   | 28. Oktober 1995 | Indians | 0     | Braves  | 1     | 2-4                   | Atlanta-Fulton County Stadium | 51.875    |
| Braves gewinnen 4-2 |                  |         |       |         |       |                       |                               |           |